# Let's Wait Awhile
Let's Wait Awhile è un brano della cantautrice statunitense Janet Jackson estratto nel 1987 come quinto singolo dal suo terzo album, Control.

## Descrizione
La canzone diventò la quinta consecutiva ad entrare nei primi dieci posti della classifica dei singoli di Billboard, piazzandosi alla seconda posizione. Fu la prima ballata della Jackson ad essere pubblicata come singolo.

## Video musicale
Il video fu girato a New York e vede come protagonisti la cantante e il suo fidanzato. Lui le fa delle avances, ma lei non si sente ancora pronta e gli chiede di aspettare.

## Classifiche
| Posizione | 75 | 60 | 46 | 36 | 30 | 22 | 15 | 10 | 3 | 2 | 3 | 4 | 13 | 26 | 41 | 50 | 55 | 73 | 93 |

| Classifica (1987)              | Posizione |
| ------------------------------ | --------- |
| Billboard (USA)                | 2         |
| Contemporanea (USA)            | 2         |
| Rhythm and blues/hip hop (USA) | 1         |
| Canada                         | 14        |
| Brasile                        | 1         |
| Giappone                       | 1         |
| Australia                      | 21        |
| Nuova Zelanda                  | 26        |
| Regno Unito                    | 3         |
| Irlanda                        | 4         |
| Paesi Bassi                    | 16        |
| Svizzera                       | 27        |
| Germania                       | 34        |